# Moby Niki
Il Moby Niki è un traghetto appartenente alla compagnia di navigazione italiana Moby Lines.

## Caratteristiche
Il traghetto, mosso da quattro motori diesel MaK 9M453AK generanti una potenza di 9416 kW, può raggiungere una velocità massima di 21,5 nodi e trasportare un massimo di 1440 passeggeri e 373 auto.
È un traghetto ro/ro, dotato di doppia apertura, sia della prua che del portellone a poppa.
Costruito per essere impiegato su tratto di medio-breve raggio, dispone di 32 cabine, 9 al ponte 7 mentre le altre più semplici al ponte 2.
Dal suo acquisto nel 1983 al 1999 sulle fiancate ha avuto solo il nome Corsica ferries in quanto non ancora accorpata a sardinia ferries.
Dal 1995 grazie alla nascita del marchio Corsica Shuttle sulle fiancate della nave apparve il nuovo logo seguito dalla scritta "CORSICA SHUTTLE".
Dal 1999, anno in cui si unirono le due compagnie, sulle fiancate sono presenti entrambi i nomi separarti dal logo della "testa".
Nel 2001 viene dotato di controcarene.
Nel 2010 sono stati fatti dei lavori allo scafo.
Nel 2011 dopo il passaggio ad Almada Shipping, vengono rimossi tutti i loghi della vecchia compagnia senza modificare colori esterni e arredamenti interni. Rimasero la scritta e il logo Corsica Shuttle, dalla scritta venne cancellato "CORSICA" e sostituito con "VLORE". L'unica aggiunta è stato il logo europeo sul fumaiolo.
Nel 2012 venne rimosso il bar esterno e trasformato in alloggi per l'equipaggio.
Nel 2016, dopo il passaggio a Moby Lines, viene riverniciato con livrea DC Comics raffigurante il personaggio di Batman sulle fiancate. Il logo Moby rimane ed il nome del traghetto è riportato anche più grande nella livrea. È stata inoltre creata una sala poltrone al ponte 8.

## Servizio
Varato il 25 maggio 1974 nel cantiere navale Werft Nobiskrug di Rendsburg con il nome di Europafärjan III e consegnato il 6 settembre successivo alla Lion Ferry, prende servizio due giorni dopo nei collegamenti tra Varberg e Grenaa.
Il 19 Settembre 1978 durante una mareggiata, non riesce ad attraccare a Varberg a causa di un guasto alle eliche di manovre e viene dirottato Göteborg, dove sbarca i passeggeri al Terminal Stena Line dopo 12 ore in mare.
Il 10 dicembre 1978 si arena nei pressi del porto di Grenaa e rimane lì per alcuni giorni.
Nell'agosto del 1982 viene venduto alla Stena Line, continuando ad operare sulla stessa rotta.
Nel marzo 1983 viene venduto alla Corsica Ferries e, terminato il servizio per Stena Line il 23 marzo, il 24 aprile viene consegnato alla compagnia di Pascal Lota e ribattezzato Corsica Serena II. Nel maggio successivo, prende servizio nei collegamenti da La Spezia, Genova, Livorno a Bastia.
Nel 1995 inaugura insieme al Corsica Marina Seconda il collegamento veloce tra Livorno e Bastia, noto come CORSICA SHUTTLE.

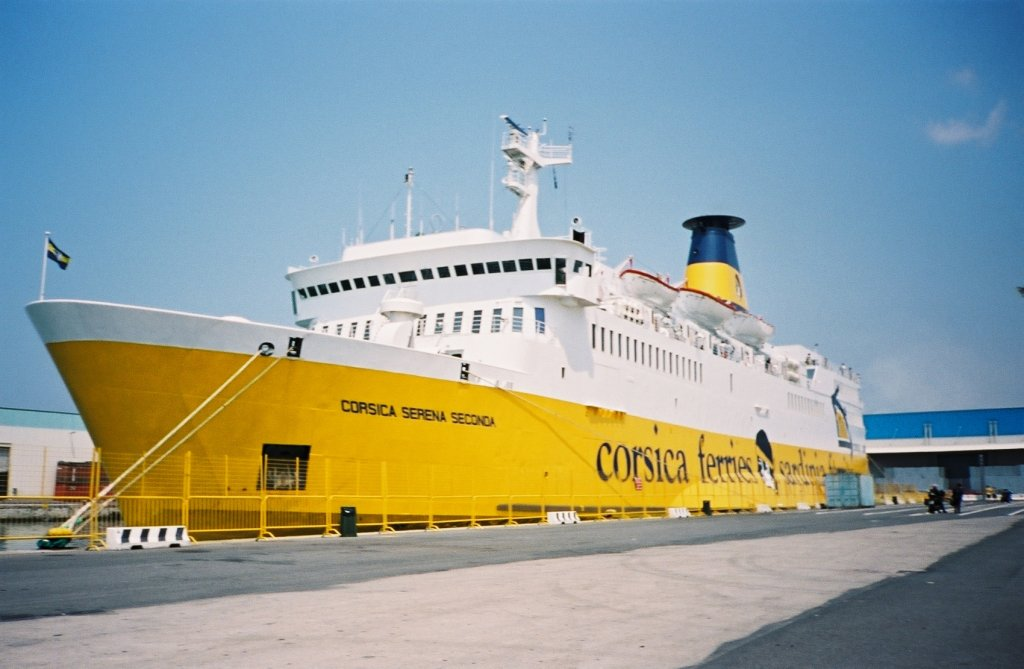
Il Corsica Serena Seconda ormeggiato a Livorno nel 2000.

Nell'ottobre 1999, con la fusione di Corsica Ferries e Sardinia Ferries, il nome muta in Corsica Serena Seconda.

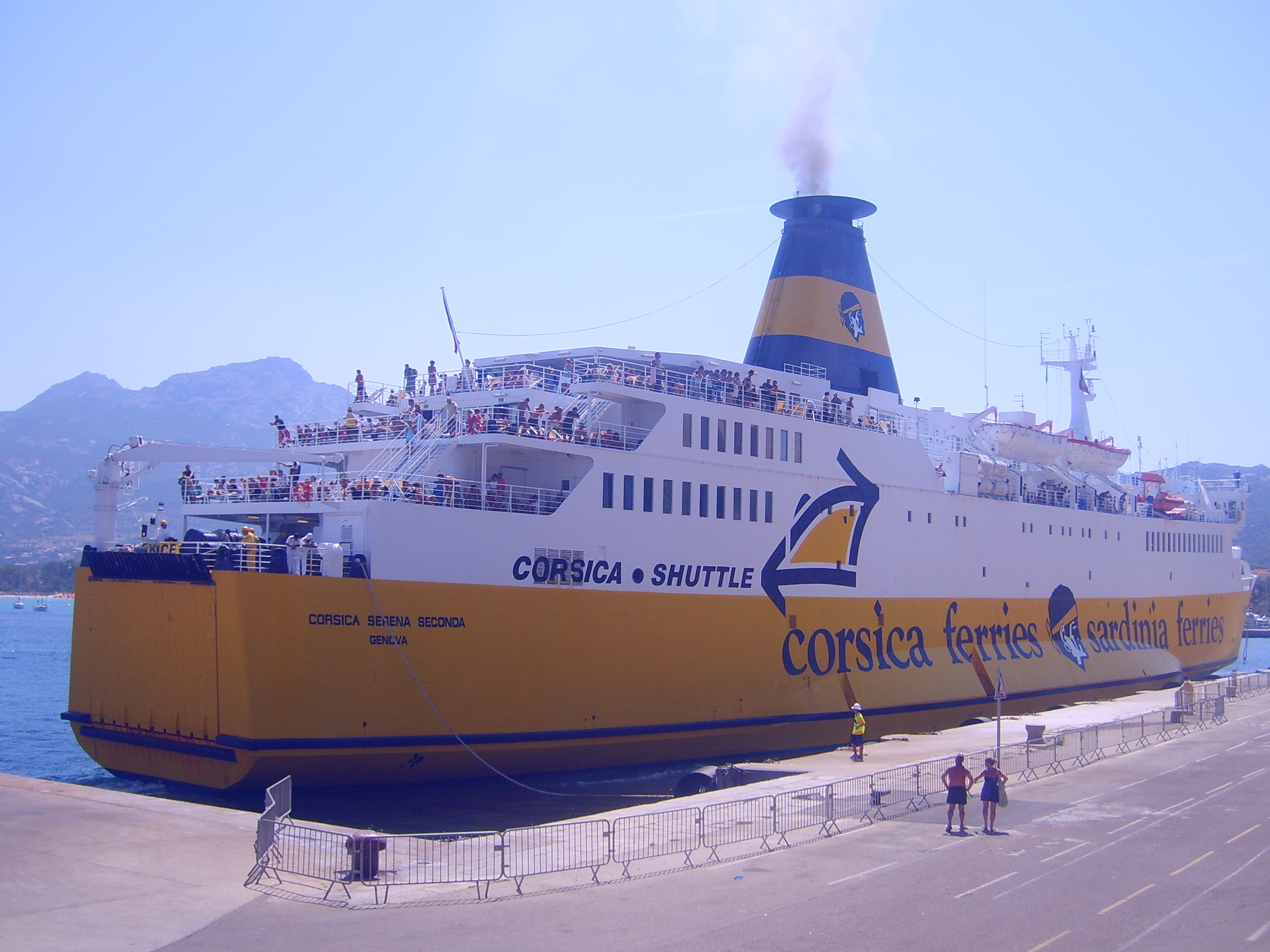
Il Corsica Serena Seconda in ormeggio a Calvi nel 2008.

Negli anni successivi, opera principalmente nei collegamenti tra Vado Ligure, Calvi, L'Île Rousse e Nizza, sulla Livorno-Bastia, sulla Civitavecchia-Golfo Aranci

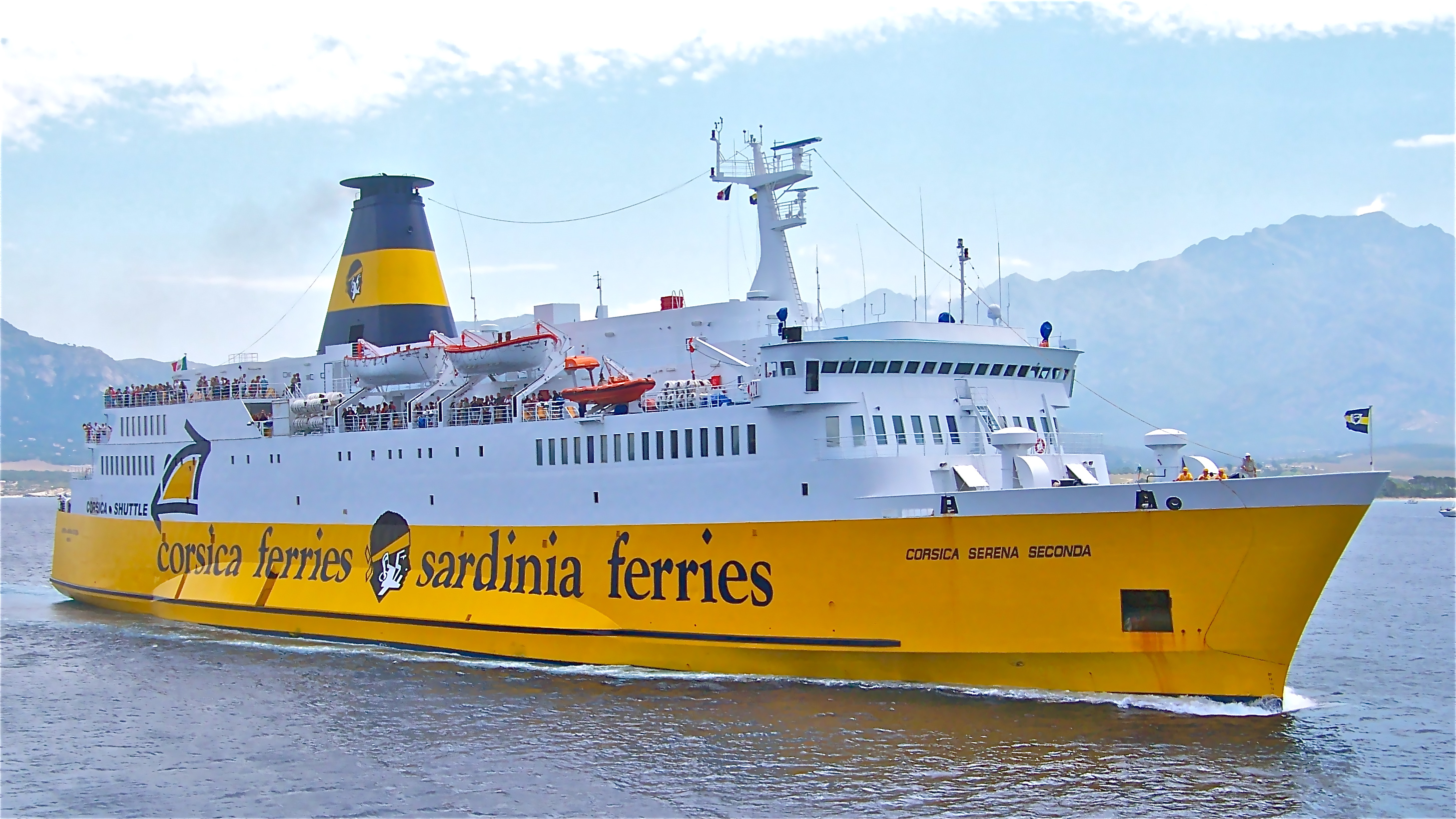
Il Corsica Serena Seconda in arrivo a Calvi.

Il 12 settembre 2010 viene disarmato a Vado Ligure e messo in vendita.
Il 24 maggio 2011 ne viene annunciata la cessione alla Almada Shipping e, ribattezzato European Voyager, il 16 giugno salpa da Genova per Brindisi, dove giunge due giorni dopo. Il 6 luglio prende servizio nei collegamenti tra Brindisi e Valona.
Il 23 giugno 2012 viene trasferito sulla Bari-Durazzo, fino al 4 luglio, quando torna sulla Brindisi-Valona.
Da aprile a luglio 2014 viene noleggiato alla Siremar ed impiegato nei collegamenti tra Porto Empedocle e le Isole Pelagie. Terminato il noleggio, viene disarmato a Brindisi.

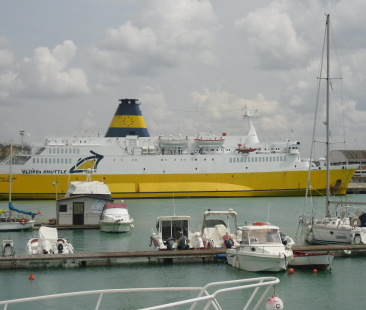
L'European Voyager ormeggiato a Brindisi nel 2014.

Nel settembre del 2016 viene acquistato dalla Moby Lines e, ribattezzato Moby Niki, salpa da Brindisi per i cantieri navali Palumbo di Ancona, dove viene sottoposto ad intensi lavori di ristrutturazione in vista del nuovo impiego. Successivamente, viene trasferito nei cantieri di Napoli ed in quelli di Messina.
A fine maggio 2017, prende servizio nei collegamenti tra Piombino e Portoferraio.

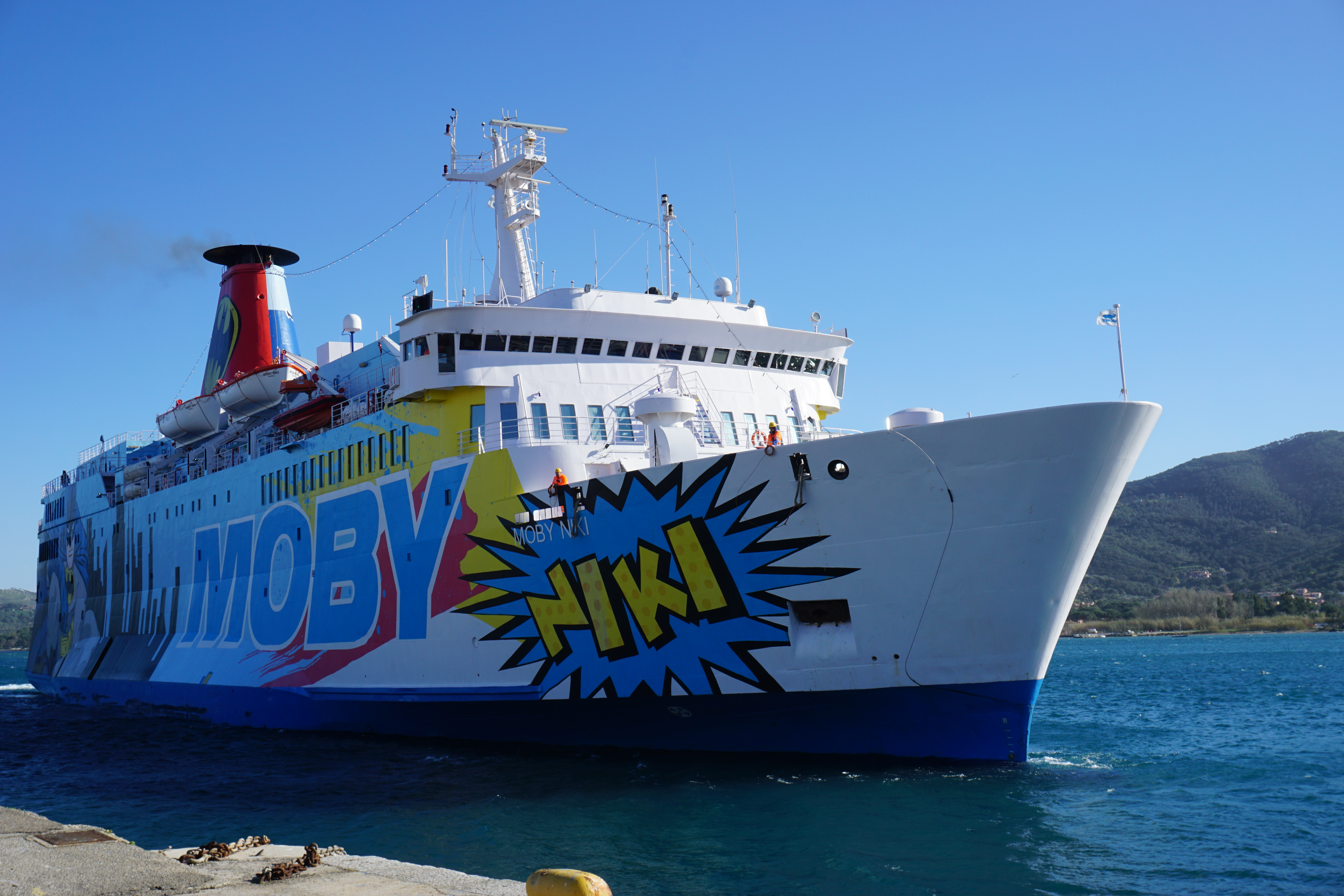
Il Moby Niki in partenza da Portoferraio

Nel settembre 2017 viene trasferito nei collegamenti tra Livorno e Bastia in sostituzione del Moby Vincent, tornando poi a essere impiegato nei collegamenti con l'Isola d'Elba per il resto dell'anno.
Nell'estate del 2018 opera per alcuni giorni nei collegamenti tra Genova e Bastia in sostituzione del Moby Corse. Successivamente, torna in servizio sulla Piombino-Portoferraio.
Da marzo a giugno 2019, a causa del sequestro del Moby Kiss, opera nei collegamenti tra Livorno e Bastia in coppia con il Moby Vincent e continuando saltuariamente anche ad operarere sulla Piombino-Portoferraio. Successivamente, torna ad essere impiegato solo nei collegamenti tra Piombino e Portoferraio.
Dal 5 al 16 giugno viene sottoposto a lavori di manutenzione ordinaria in bacino di carenaggio a Livorno. Dal giorno successivo torna regolarmente in servizio nei collegamenti da Piombino a Portoferraio e Bastia.
Dal 3 al 4 settembre opera sulla Livorno-Bastia in sostituzione del Moby Zazà. Dal giorno successivo torna a servire le rotte per l'Elba.
Dal 6 gennaio al 24 febbraio 2025 viene sottoposto a lavori di manutenzione ordinaria in bacino a Messina. Successivamente, viene disarmato a Piombino in attesa della stagione estiva. Dal 17 aprile torna regolarmente in servizio nei collegamenti tra Piombino e Portoferraio in coppia con il Moby Kiss.